# Value-added reseller
Value-added reseller (VAR) – organizacja dodająca wartość do sprzedawanego systemu; przykładem może być firma kupująca sprzęt komputerowy i oprogramowanie od różnych dostawców i łącząca je w wyspecjalizowany system dla klienta końcowego, np. maszyny przeznaczone dla użytkowników CAD; synonim VAD (value added dealer).